# Puerto Ferro
Puerto Ferro es un barrio ubicado en la isla-municipio de Vieques perteneciente al estado libre asociado de Puerto Rico. En el Censo de 2010 tenía una población de 705 habitantes y una densidad poblacional de 25,76 personas por km².

## Geografía
Puerto Ferro se encuentra ubicado en las coordenadas 18°6′59″N 65°24′56″O / 18.11639, -65.41556. Según la Oficina del Censo de los Estados Unidos, Puerto Ferro tiene una superficie total de 27.37 km², de la cual 21.58 km² corresponden a tierra firme y (21.17%) 5.79 km² es agua.

## Demografía
Según el censo de 2010, había 705 personas residiendo en Puerto Ferro. La densidad de población era de 25,76 hab./km². De los 705 habitantes, Puerto Ferro estaba compuesto por el 62.13% blancos, el 23.26% eran afroamericanos, el 0.43% eran amerindios, el 8.94% eran de otras razas y el 5.25% pertenecían a dos o más razas. Del total de la población el 90.07% eran hispanos o latinos de cualquier raza.